# ルキウス・タルクィニウス・コッラティヌス
ルキウス・タルキニウス・コッラティヌス（ラテン語: Lucius Tarquinius Collatinus, 生没年不明）は、紀元前6世紀頃の共和政ローマの人物。共和政樹立のきっかけとなったルクレティアの夫であり、ルキウス・ユニウス・ブルトゥスとともに、共和政初のコンスルを務めた。

## 生涯

### 共和政の樹立
ローマ最後の王タルクィニウス・スペルブスの子セクストゥスは、ローマ軍のアルデア攻囲中、コッラティヌスに妻の比べ合いの余興を持ちかける。セクストゥスの妻らはローマで宴会を開いて遊んでいたが、コッラティヌスの妻ルクレティアは召使いたちと夜遅くまで糸紡ぎをしていた。その貞淑さに邪念を募らせたセクストゥスは後日ルクレティアを暴行し、ルクレティアは親族を呼び寄せて復讐を誓わせ自殺してしまう。コッラティヌスは友人ルキウス・ユニウス・ブルトゥスやルクレティアの父スプリウス・ルクレティウス・トリキピティヌスらと共に反乱を起こしてタルクィニウスの一族を追放。ブルトゥスは共和政を開始し、プラエトルという職務を設置、定員を2人とする。コッラティヌスはブルトゥスとともに初代プラエトル（後年プラエトルの職務がコンスルへと移ったので、実質上はコンスルとして考える）として就任した。

### 執政官就任後
執政官となったコッラティヌスに対し、人々はその名前(タルクィニウス)が暴虐な前王を思い出させるという理由から辞任するよう嘆願した。コッラティヌスは余りに理不尽なその要求になかなか首を縦には振らなかったが、舅のルクレティウスの説得を受けて結局辞任し、更に今後また同様の言いがかりを付けられる事を恐れてローマを引き払い、ラヌウィウムへと移り住んだという。
コッラティヌスの辞任を受け、初の補充執政官としてプブリウス・ウァレリウス・プブリコラが選出された。